# Serafino Parisi
Serafino Parisi (ur. 3 stycznia 1962 w Santa Severina) – włoski duchowny katolicki, biskup Lamezia Terme od 2022.

## Życiorys
Święcenia kapłańskie otrzymał 25 kwietnia 1987 i został inkardynowany do archidiecezji Crotone-Santa Severina. Pracował głównie jako duszpasterz parafialny, był też m.in. wikariuszem biskupim ds. duszpasterskich i ds. kultury, wykładowcą instytutu teologicznego w Neapolu, dyrektorem kurialnego wydziału katechetycznego oraz przełożonym diecezjalnej szkoły biblijnej.
7 maja 2022 papież Franciszek mianował go ordynariuszem diecezji Lamezia Terme. Sakry udzielił mu 2 lipca 2022 arcybiskup Angelo Panzetta.